# Беатрикс Хоенштауфен
Беатриса или Беатрикс Швапска (април/јун 1198 – 11. август 1212), члан династије Хоенштауфен, била је царица Светог римског царства и немачка краљица 1212. као прва жена цара Отона IV Велфа. Она је такође била царица Светог римског царства са најкраћим стажом, умрла је три недеље ступања у брак.

## Биографија
Рођена у Вормсу у Рајнској Франконији у априлу или јуну 1198. године, принцеза Беатрис је била најстарија ћерка и прво дете војводе Филипа Швапског, који је у време њеног рођења изабран за немачког краља (краљ Римљана или Rex Francorum према Салијском закону), и његове супруге, византијске принцезе Ирине Анђел. Након што је њен отац војвода Филип, млађи брат покојног цара Хенрика VI, изабран за краља 8. марта 1198. године, њен будући муж војвода Ото од Брунсвика изабран је 9. јуна за антикраља Немачке.

### Потешкоће око веридбе
Већ 1203. године краљ Филип је покушао да вери принцезу Беатриче за нећака папе Иноћентија III, како би добио подршку римске курије. Међутим, његови планови су пропали и сукоби око престола су се наставили. Године 1207. краљ Филип је покушао да се помири са царем Отоном IV понудивши му руке своје ћерке. Иако је Отонов стратешки положај постао неповољан, он то није прихватио све док краљ аФилипа 21. јуна није убио баварски гроф палатин Ото VIII од Вителсбаха. Гроф Отон VIII Вителсбах, који је морао да раскине своју веридбу са Филиповом ћерком Кунигундом, тражио је руку или Беатриче или једне од њене три млађе сестре као надокнаду. Његов захтев је одбијен и он је бурно реаговао. Беатрис је остала сироче када је њена мајка краљица Ирина, преименована у Марија, побегла у замак Хоенштауфен и тамо умрла 27. августа, на порођају рађајући своје најмлађе дете.
Цар Отон IV, осумњичен да је умешан у атентат, до тог тренутка је изгубио подршку своја два главна савезника, папе Иноћентија III и енглеског краља Џона. Био је приморан да се повуче у своје наследне земље у близини Брунсвика у Саксонији. Међутим, убиство краља Филипа оставило га је као јединог немачког краља. Искористио је предност да се искупи преосталим члановима и присталицама куће Хоенштауфен и коначно прихватио понуду покојног краља Филипа. Њихов нови савез запечаћен је веридбом принцезе Беатриче и цара Отона IV.
Дана 11. новембра 1208, цар Отон IV је поново изабран за краља Немачке у Франкфурту. Овог пута су га подржали припадници обе стране које су учествовале у грађанском рату. Папа Иноћентије III крунисао га је за цара Светог римског царства 4. октобра 1209. Беатриче је имала само једанаест година и остала је верена за Отона IV, отприлике тридесет четири године.

## Брак и смрт
Пошто је невесту била у сродству са династијом Велф преко њене прабаке Јудит Баварске, било је потребно да се добије папска сагласност, коју је дао папа Иноћентије III у замену за донације цистерцитским опатијама Валкенрид и Ридагсхаузен. Венчали су се у Нордхаузену 22. јула 1212. Млада је тада имала четрнаест година, а младожења око тридесет седам.
Брак са унуком покојног цара Фридриха I Барбаросе помогао је да се ојача Отонов положај након што је Филипов синовац Фридрих II, Беатричин рођак, изабран за антикраља годину дана раније. Међутим, Беатрис се убрзо разболела и умрла само деветнаест дана након венчања. У тренутку смрти била је без деце.
Беатрис је сахрањена у катедрали у Брунсвику. Неколико недеља касније, Фридрих II је стигао у Немачку и 9. децембра је крунисан за краља у катедрали у Мајнцу. Цар Отон IV је свргнут и умро је у замку Харзбург, након свргавања водио је миран и повучен живот.